# Українська генеральна морська рада
Українська генеральна морська рада (УГМР) — представницький орган українських організацій моряків військового і торговельного флоту та портових робітників в Україні, а також моряків-українців за її межами. 
Створена в ході роботи Третього Всеукраїнського військового з'їзду в Києві на чолі з головою морської секції з'їзду В. Лотоцьким. До її складу увійшло 20 делегатів від військових кораблів, моряків торговельних суден і різних військово-морських частин. 
2 листопада 1917 статут ради затвердила Українська Центральна Рада. УГМР увійшла до складу УЦР, мала свого представника в Комітеті Української Центральної Ради. Займалася українізацією Чорноморського флоту, 80 % особового складу якого становили українці. Вживала заходів для повернення в Україну моряків-українців з Балтійського флоту, де служило до 15 тис. українців, із Малої Азії. Розробила проєкт створення генерального морського секретарства УЦР, яке постало 21 грудня 1917 на чолі з Дмитром Антоновичем, співпрацювала з ним, а пізніше — із міністерством морських справ УНР (із січня 1918). Виробила проєкт морського прапора (затверджений Комітетом УЦР 18 січня 1918), підготувала й провела в січні 1918 Перший український морський з'їзд. 
Зі встановленням гетьманської влади припинила свою діяльність.